# Kelvin (Dakota du Nord)
Pour les articles homonymes, voir Kelvin (homonymie).
La zone non incorporée de Kelvin est située dans le comté de Rolette, dans l’État du Dakota du Nord, aux États-Unis.

## Histoire
Kelvin a été établie en 1888. La localité a été nommée en hommage au scientifique britannique William Thomson (Lord Kelvin). Un bureau de poste a ouvert en 1901 et a fermé en 1953.

## Source
- (en) Cet article est partiellement ou en totalité issu de l’article de Wikipédia en anglais intitulé « Kelvin, North Dakota » (voir la liste des auteurs).

1. ↑  (en) « Explain Origin of All County Towns », Turtle Mountain Star,‎ 5 septembre 1940, p. 7 (lire en ligne, consulté le 2 mai 2015)
2. ↑  (en) « Rolette County », Jim Forte Postal History (consulté le 14 février 2015)